# Patinação artística nos Jogos Olímpicos de Inverno de 2018 - Apresentação de gala
A apresentação de gala da patinação artística nos Jogos Olímpicos de Inverno de 2018 ocorreu em 25 de fevereiro na Arena de Gelo Gangneung, localizado na subsede de Gangneung.
A apresentação de gala é componente tradicional de uma competição de patinação artística, geralmente concluindo o evento. São convidados para a apresentação patinadores que se destacaram na competição por algum motivo, seja alcançando um resultado relevante ou cativando o público. As performances são livres e os patinadores podem usar diferentes figurinos e fantasias, dando oportunidade para que os fãs possam apreciar um lado mais criativo e descontraído dos atletas.
Embora não haja avaliação técnica e seja o único evento dos Jogos Olímpicos de Inverno de 2018 sem distribuição de medalhas, os ingressos para a apresentação de gala estavam entre os mais caros dos Jogos, ficando atrás apenas da final masculina do hóquei no gelo.

## Programa
| #  | Patinador(es)                               | Posição nas competições                 | Música                                                                        |
| -- | ------------------------------------------- | --------------------------------------- | ----------------------------------------------------------------------------- |
| 1  | Abertura e apresentação dos patinadores     | Abertura e apresentação dos patinadores | "The Voice of Pyeongchang"                                                    |
| 2  | KOR Yura Min / Alexander Gamelin            | 18º lugar na dança no gelo              | "Lollipop" (BIGBANG e 2NE1)                                                   |
| 3  | KOR Cha Jun-hwan                            | 15º lugar no individual masculino       | "Peanut Butter Jelly" (Galantis)                                              |
| 4  | OAR Ekaterina Bobrova / Dmitri Soloviev     | 5º lugar na dança no gelo               | "Vdvoem" (Nargiz feat. Maksim Fadeyev)                                        |
| 5  | JPN Shoma Uno                               | Prata no individual masculino           | "See You Again" (Wiz Khalifa feat. Charlie Puth)                              |
| 6  | USA Maia Shibutani / Alex Shibutani         | Bronze na dança no gelo                 | "That's Life" (Frank Sinatra feat. Jay-Z)                                     |
| 7  | KOR Choi Da-bin                             | 7º lugar no individual feminino         | "Jeongseon Arirang Rhapsody"                                                  |
| 8  | PRK Ryom Tae-ok / Kim Ju-sik                | 13º lugar nas duplas                    | "Bangabsumnida" (Nice to Meet you)                                            |
| 9  | ITA Anna Cappellini / Luca Lanotte          | 6º lugar na dança no gelo               | "The Kid, Modern Times, City Lights" (medley de Charles Chaplin)              |
| 10 | OAR Evgenia Tarasova / Vladimir Morozov     | 4º lugar nas duplas                     | "How Long" (Lionel Richie)                                                    |
| 11 | CAN Kaetlyn Osmond                          | Bronze no individual feminino           | "Hallelujah" (Leonard Cohen), performance de Tori Kelly                       |
| 12 | CHN Sui Wenjing / Han Cong                  | Prata nas duplas                        | "Run" (Snow Patrol), performance de Leona Lewis                               |
| 13 | ESP Javier Fernández                        | Bronze no individual masculino          | "Aerobic Class"                                                               |
|    | Intervalo                                   |                                         |                                                                               |
| 14 | Abertura e apresentação dos patinadores     | Abertura e apresentação dos patinadores | "When You Believe" (Mariah Carey e Whitney Houston)                           |
| 15 | KOR Kim Kyu-eun / Alex Kam                  | 22º lugar nas duplas                    | "I Am the Best" (2NE1) e Red Flavor (Red Velvet)                              |
| 16 | USA Madison Hubbell / Zachary Donohue       | 4º lugar na dança no gelo               | "The Blower's Daughter" (Damien Rice)                                         |
| 17 | JPN Satoko Miyahara                         | Bronze no individual feminino           | "En Aranjuez Con Tu Amor" (Joaquín Rodrigo), performance de Nana Mouskouri    |
| 18 | CAN Meagan Duhamel / Eric Radford           | bronze nas duplas                       | "Run" (Snow Patrol), performance de Leona Lewis                               |
| 19 | CHN Jin Boyang                              | 4º lugar no individual masculino        | "Música tema de Homem-Aranha (Junkie XL Remix)", performance de Michael Bublé |
| 20 | FRA Gabriella Papadakis / Guillaume Cizeron | Prata na dança no gelo                  | "Pray You Catch Me" (Beyoncé)                                                 |
| 21 | OAR Evgenia Medvedeva                       | Prata no individual feminino            | "Kukushka", performance de Polina Gagarina                                    |
| 22 | ITA Valentina Marchei / Ondřej Hotárek      | 6º lugar nas duplas                     | "Barbie Girl" (Aqua)                                                          |
| 23 | UZB Misha Ge                                | 4º lugar no individual masculino        | "Mic Drop (Steven Aoki Remix)", performance de BTS feat. Desiigner            |
| 24 | CAN Tessa Virtue / Scott Moir               | Ouro na dança no gelo                   | "Long Time Running" (The Tragically Hip)                                      |
| 25 | OAR Alina Zagitova                          | Ouro no individual feminino             | "Afro Blue" (Jazzmeia Horn)                                                   |
| WD | GER Aliona Savchenko / Bruno Massot         | Ouro nas duplas                         | "Carry You" (Nick Howard)                                                     |
| 26 | JPN Yuzuru Hanyu                            | Ouro no individual masculino            | "Notte stellata (The Swan)" (Il Volo)                                         |
| 28 | Agradecimento dos patinadores               | Agradecimento dos patinadores           | Agradecimento dos patinadores                                                 |
| 29 | Encerramento                                | Encerramento                            | "This Is Me" - Trilha sonora de The Greatest Showman (Keala Settle)           |